# Cuci
Cuci (Hongaars: Kutyfalva) is een comună in het district Mureş, Transsylvanië, Roemenië. Het is opgebouwd uit vijf dorpen, namelijk:
- Cuci (Hongaars: Kutyfalva)
- Dătăşeni
- După Deal
- Orosia
- Petrilaca

## Demografie
Volgens de census van 2007 telde de comună 2.177 inwoners. Hiervan waren er 1.715 (78,77%) etnische Roemenen, 310 (14,22%) etnische Hongaren, 150 (6,90%) etnische Roma en 2 (0,09%) etnische Duitsers. 